# Citroën-Kégresse P19

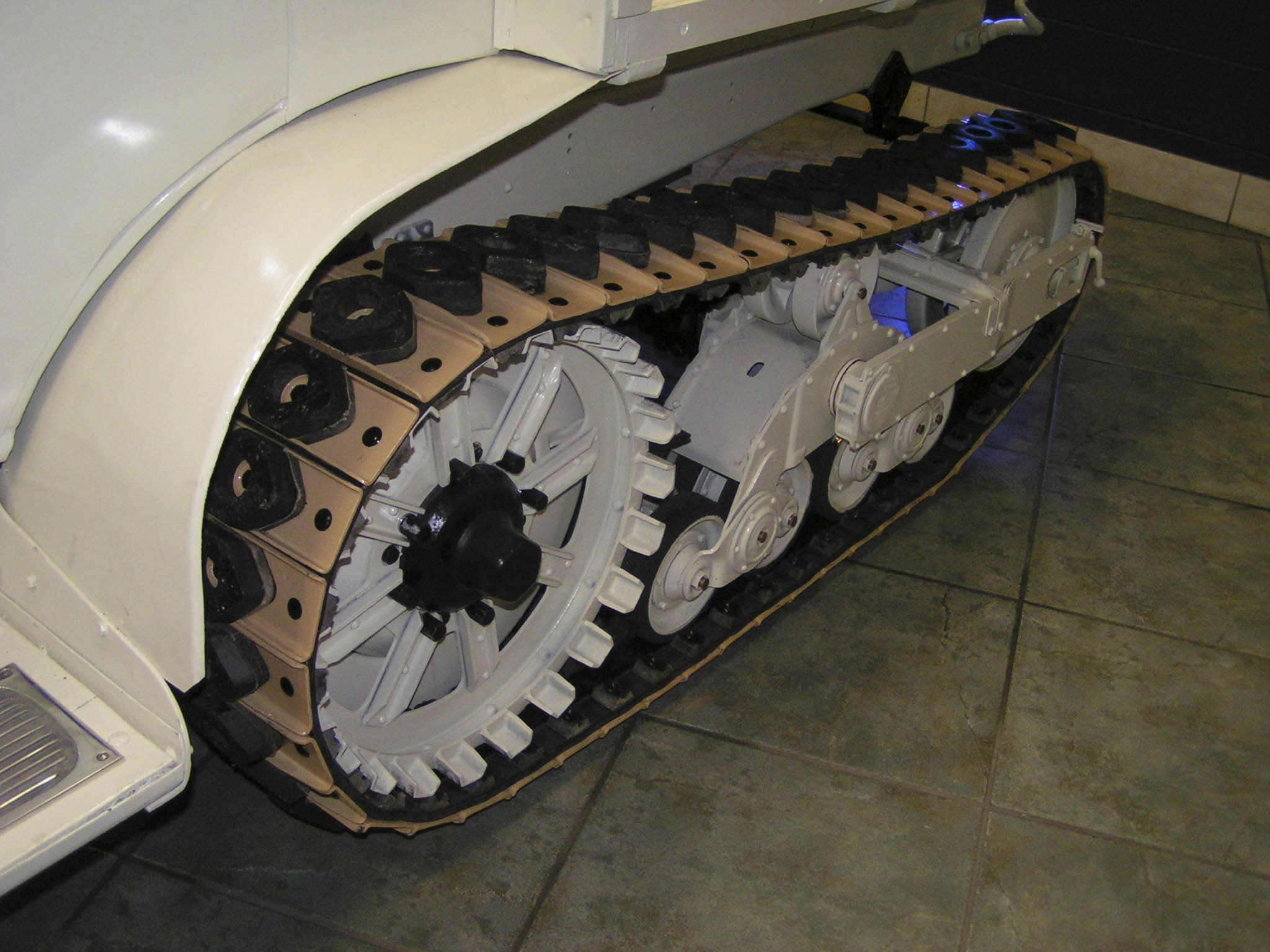
Ansicht des Halbkettenlaufwerkes

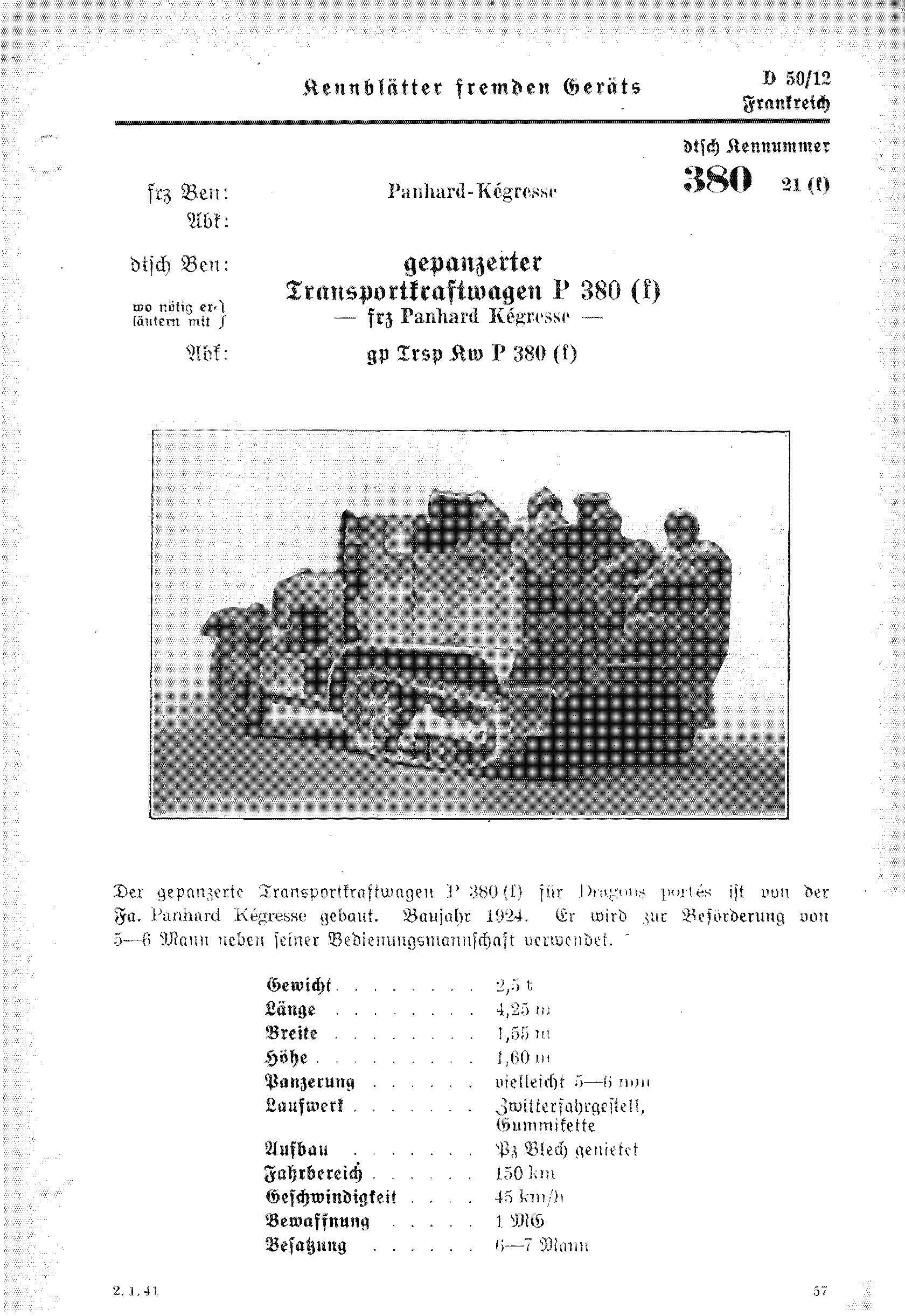
Citroën-Kégresse P19 in
D 50/12 Nr 380 21 (f)

Der Citroën-Kégresse P19 war ein von 1929 bis 1938 gebautes französisches Halbkettenfahrzeug der Bauart Citroën-Kegresse.

## Geschichte
Die französische Armee suchte Ende der 1920er Jahre ein geländegängiges Fahrzeug, das als Transportmittel für motorisierte Infanterie („Dragons portées“) einzusetzen sein sollte. Der erste Prototyp wurde 1929 gebaut und dem französischen Militär vorgeführt. Das Fahrzeug hatte mit dem parallel produzierten Citroën-Kégresse P17 viel gemeinsam, unterschied sich von diesem jedoch insbesondere dadurch, dass es statt des Vierzylindermotors den Sechszylindermotor des Citroën C6 hatte. Die Antriebsrolle des Halbkettenfahrgestells war etwas größer, die Führungsrolle etwas kleiner als die des P17, die Kette mit 50 Gliedern blieb gleich. Das Getriebe hatte drei Vorwärtsgänge und einen Rückwärtsgang, ferner ein Vorgelegegetriebe.
Das Fahrzeug genügte voll den Anforderungen, hatte eine niedrige Silhouette und war dank seiner Ketten und mit der Geländefahrzeugstützrolle am Vorbau sehr geländegängig. Die französische Armee bestellte ab 1929 etwa 600 Stück für die Dragons portées, ferner weitere etwa 600 Stück als geländegängige Stabsfahrzeuge, alle zusammen wurden im Wesentlichen von 1930 bis 1934 ausgeliefert. Ab 1935 wünschte einerseits die Geschäftsleitung von Citroën, die Produktion einzustellen: Citroën war auf Massenproduktion eingestellt, und die Herstellung derartiger in doch relativ kleinen Serien gebauter Spezialfahrzeuge störte den Produktionsablauf. Andererseits wollte die französische Regierung einige kleinere Hersteller durch staatliche Aufträge fördern. So kam es, dass eine letzte Bestellung von 69 Stück an Chenard & Walcker ging. Das Unternehmen lieferte diese Fahrzeuge 1938 aus. Bei Ausbruch des Zweiten Weltkrieges im September 1939 waren noch 547 Citroën P19 bei der Truppe vorhanden.

## Einsatz

### Dragons portées
Das Fahrzeug diente in der französischen Armee während des Frankreichfeldzuges im Mai/Juni 1940 zur Ausstattung des 2., 3., 5., 14. und 15. Regimentes Dragons portées (RDP). Jedes Regiment hatte zwei Bataillone, davon eines auf leichten LKW verladen und eines mit geländegängigen Kraftfahrzeugen, meist Citroën P19, ausgestattet. Letzteres gliederte sich in
- Stabs- und Versorgungsschwadron
- Aufklärungsschwadron (mit leichten Panzern)
- Füsilierschwadron, bestehend aus

- Führungs- und Versorgungszug mit (neben anderen Kfz.) 5 Citroën P19
- 3 Füsilier-Züge zu jeweils
Führungsfahrzeug: 1 Citroën P19, besetzt mit 7 Mann (einschl. Fahrer), dazu ein Kradmelder
3 Füsiliergruppen zu je 12 Mann, transportiert in je 2 Citroën P19: Auf der Ladefläche waren zwei Bänke quer zur Fahrtrichtung montiert, auf denen maximal je 3 Mann mit Blick nach rückwärts aufsitzen konnten.
- MG-Zug, bestehend aus
Führungsfahrzeug: 1 Citroën P19, besetzt mit 7 Mann (einschl. Fahrer), dazu ein Kradmelder,
2 MG-Gruppen zu je 12 Mann und 2 MG, transportiert jeweils in 2 Citroën P19,
- Mörser-Gruppe: 1 Citroën P19, besetzt mit 6 Mann (einschl. Fahrer), dazu ein Kradmelder sowie ein 60-mm-Mörser
- schwere Schwadron, bestehend aus

- Führungs- und Versorgungszug mit (neben anderen Kfz.) 4 Citroën P19
- 2 MG-Züge, gegliedert wie oben
- Mörserzug, bestehend aus
Führungsgruppe: 9 Mann, 1 Citroën P19 und 2 Kräder
2 Mörsergruppen zu je 12 Mann und zwei 81-mm-Mörsern, verlastet auf je 2 Citroën P19
- 2 Panzerabwehrgruppen, bestehend jeweils aus
Führungsgruppe: 5 Mann, verlastet auf einem Citroën P19 und einem Krad
2 Panzerabwehrgeschützen, ursprünglich 37 mm, später ersetzt durch 25-mm-Pak, jede Pak gezogen jeweils durch 1 Citroën P19. Die Geschütze wurden ab etwa 1939 nicht mehr gezogen, sondern auf der Ladefläche des Citroën P19 verlastet.
Jede Füsilierschwadron hatte also 32 Citroën P19, jede schwere Schwadron 24 Citroën P19.
Beginnend ab 1938, wurde der Citroën P19 bei den Dragons portées in seiner oben beschriebenen Rolle durch den Laffly S 20 TL ersetzt bzw. ergänzt. Dieses neue Fahrzeug konnte – als echtes Gruppenfahrzeug – zehn Mann transportieren und wies höhere Geschwindigkeit bei geringerem Verbrauch und Verschleiß bei ähnlicher Geländegängigkeit auf. Ein Laffly S 20 TL ersetzte üblicherweise zwei Citroën P19.

### Pioniere und sonstige Truppen
In ähnlicher Weise hatten die Pionierkompanien der französischen Kavalleriedivisionen (jede Kavalleriedivision hatte zwei, 1940 noch eine Pionierkompanie) jeweils einen Zug, dessen Soldaten auf sechs Citroën P19 aufgesessen waren. Weiter wurden drei Versuchsfahrzeuge 1934 als Materialtransporter für Pioniergerät getestet. Hier blieb es aber bei Prototypen, die französische Armee beschaffte stattdessen für diese Zwecke Lorraine 72.
Die Nachrichtenzüge in den Stabs- und Versorgungsschwadronen der Dragons portées nutzten Citroën P19 als geländegängige Fahrzeuge zum Feldkabelbau.
15 Citroën P19A erhielten auf der Ladefläche einen 800-Liter-Benzintank und dienten in den Regimentern der Dragons portées als geländegängige Fahrzeuge zur Treibstoffversorgung.
Außerdem wurde das Fahrzeug quasi als geländegängiger PKW in diversen motorisierten Formationen als Führungs- und Verbindungsfahrzeug verwendet. Als solches hieß das Fahrzewug „VLTT“ (voiture de liaison tous terrains), insgesamt wurden von dieser Variante ca. 600 weitere Exemplare von Citroen für diese Zwecke an die französische Armee geliefert.

## Varianten
P19 A: Erste Ausführung. Insgesamt entstanden 73 Stück in den Jahren 1930 und 1931. Der Radstand war mit 2,50 m um 10 cm kürzer als bei den späteren Ausführungen, die Spurweite betrug 1,23 statt 1,34 m.
P19 B: Hauptvariante, gebaut ab 1931. Eine genaue Stückzahl ist nicht überliefert, sie kann auf über 1100 Stück geschätzt werden.
P19 D: Aus der letzten bei Chenard & Walcker gebauten Serie von 69 Stück wurde ein Exemplar 1938 entnommen und mit dem neuen Citroën-Vierzylindermotor des Citroën 11CV ausgestattet (Bohrung × Hub 78 × 100 mm = 1911 cm³, 46 PS). Der Radstand wurde auf 2,45 m verkürzt. Das Fahrzeug wurde im Oktober und November 1938 ausgiebig getestet und grundsätzlich für brauchbar erachtet. Indessen war 1938 bereits klar, dass der Citroën P19 in seinem Gesamtkonzept veraltet war und mittlerweile neuere und bessere Fahrzeuge zur Verfügung standen. Infolgedessen ging der Citroën P19 D nie in Serie.

## Verwendung in anderen Armeen

### Polen
Polen kaufte in den 1930er Jahren 7 oder 8 Citroën P19, die in der polnischen Armee als geländegängige PKW für höhere Stäbe verwendet wurden.

### Belgien
Belgien beschaffte eine näher nicht genannte Anzahl Citroën P19 als geländegängige Stabsfahrzeuge.

### Deutschland
Im Frankreichfeldzug 1940 fielen etliche Citroën P19 den Deutschen als Beute in die Hände. Viele hiervon waren zerstört, etliche aber noch heil oder zumindest reparierbar. Über die Anzahl der in der Wehrmacht verwendeten Citroën P19 gibt es leider keine Statistik. Einerseits war das Fahrzeug zwar aufgrund seines Halbkettenfahrgestells von überdurchschnittlicher Geländegängigkeit. Dieser Umstand machte es vor allem auf den unbefestigten russischen Straßen brauchbar. Andererseits waren die Fahrzeuge 1941 vielfach bereits zehn Jahre alt und hatten ihr physisches Lebensende erreicht. In taktischer Hinsicht waren sie verfehlt (Halbgruppen- statt Gruppenfahrzeug). In technischer Hinsicht waren sie veraltet und nach deutschen Vorstellungen völlig untermotorisiert: Die bedingt vergleichbaren deutschen Halbkettenzugmaschinen Sd.Kfz. 10 und Sd.Kfz. 11 hatten einen Motor mit 100 PS und damit die zweieinhalbfache Leistung des Citroën P19.
Der Citroën P19 lief in der Wehrmacht unter der Typenkennziffer 380 (f). Die Fahrzeuge wurden teilweise mit einem anderen Aufbau versehen, um aus dem bisherigen Halbgruppenfahrzeug ein Gruppenfahrzeug zu machen: Die Pritsche hinter der Fahrerkabine wurde umgebaut, auf zwei Sitzbänken parallel zur Fahrtrichtung fanden jetzt acht Soldaten Platz: Zusätzlich zu Fahrer und Beifahrer fasste das Fahrzeug also jetzt eine komplette Schützengruppe und konnte damit als Kfz.21 verwendet werden. Andererseits stieg allein durch die drei zusätzlich aufsitzenden Personen das Gefechtsgewicht um rd. 300 kg, die zulässige Nutzlast wurde damit erheblich überschritten. Die ohnehin schon altersschwache Mechanik wurde dadurch zusätzlich beansprucht, raumgreifende Operationen waren mit derartigen Fahrzeugen angesichts hoher zu erwartender Ausfälle nicht mehr möglich.
Daneben gab es Umbauten zu Nachrichten-Kraftwagen (Kfz.15 oder Kfz.23).
Alle diese Fahrzeuge wurden der im Juni 1943 aufgestellten „Schnellen Brigade West“ zugeteilt, aus der im Sommer 1943 die gerade im Tunesienfeldzug vernichtete 21. Panzerdivision wieder neu aufgestellt wurde. Diese Division blieb in Frankreich (wo auch am schnellsten Ersatzteile für die französischen Fahrzeuge zu besorgen waren). Die Fahrzeugausstattung ging im Rahmen der Invasionskämpfe im Juni 1944 meist verloren.

### Österreich
Das Österreichische Bundesheer erwarb ein Exemplar im Jahr 1931.